# Asophrops rudolfpetrovitzi
Asophrops rudolfpetrovitzi är en skalbaggsart som beskrevs av Keith 2007. Asophrops rudolfpetrovitzi ingår i släktet Asophrops och familjen Melolonthidae. Inga underarter finns listade.